# 紀元前15年
紀元前15年（きげんぜん15ねん）。

## 他の紀年法
- 干支 : 丙午
- 日本
  - 垂仁天皇15年
  - 皇紀646年
- 中国
  - 前漢 : 永始2年
- 朝鮮
  - 高句麗 : 瑠璃明王5年
  - 新羅 : 赫居世43年
  - 百済 : 温祚王4年
  - 檀紀2319年
- 仏滅紀元 : 529年
- ユダヤ暦 : 3746年 - 3747年

## できごと

### ローマ
- ウィーンが、北方のゲルマン族からローマ帝国を守る前線都市になった。
- クールとアウクスブルクがローマ帝国の属州ラエティアの首都となった。

## 誕生
- 5月24日 - ゲルマニクス[1]、ローマの将軍（+ 19年）

## 死去
- ルキウス・ムナティウス・プランクス、執政官（* 紀元前87年）
- ウェディウス・ポリオ、エクィテスとアウグストゥスの側近